# Луї Бастьєн
Луї Марі Жюль Шарль Бастьєн (фр. Louis Marie Jules Charles Bastien; 21 грудня 1869, Оберне, Франція — 10 квітня 1961, Париж, Франція) — французький есперантист та інтендант французької армії, президент Всесвітньої есперанто-асоціації в 1934—1936 роках і президент Міжнародної есперанто-ліги в 1936—1947 роках.

## Військова кар'єра
Народився в Оберне, в 1887 році вступив до Політехнічної школи в Парижі, після закінчення якої в 1889 році вирішив присвятити себе військовій кар'єрі. Пройшов підготовку в інженерних військах у Фонтенбло і був направлений на службу у 18-тий інженерний полк в Аррасі (Па-де-Кале).
У 1895 році Бастьєн був відправлений на Мадагаскар, у складі каральної експедиції французької армії проти королеви Ранавалуни III, яка відмовилася підтримувати мирний договір з Францією 1887 року. Під час мадагаскарської кампанії, після висадки французьких військ поблизу Махадзанги, Луї Бастьєн відповідав за організацію телеграфного зв'язку між військовими частинами, використовуючи систему семафорів, завдяки якій стало можливо підтримування зв'язку на відстані 14 кілометрів.
У 1896 році Луї Бастьєн був відкликаний до Франції, де продовжив освіту і отримав диплом юриста. Після цього він був призначений інтендантом і пройшов курс підготовки у Військовому училищі інтендантів у Монпельє.
Брав участь в Першій світовій війні, дослужився до звання підполковника. У 1919 році отримав призначення в Страсбург на посаду начальника продовольчої служби корпусу в Ельзасі.
У 1929 році, в 60-річному віці, Луї Бастьєн пішов у відставку з військової служби та присвятив себе виключно діяльності в міжнародному есперанто-русі.

## Діяльність в есперанто-русі
Бастьєн вивчив есперанто в 1902 році, після чого, перебуваючи ще на військовій службі, активно зайнявся пропагуванням есперанто в декількох регіонах Франції. У 1905 році взяв участь в I всесвітньому конгресі есперантистів, що проходив в м. Булонь-сюр-Мер, після якого став віце-президентом «Товариства пропаганди есперанто» (фр. Société pour la propagation de l'Espéranto, нині — Esperanto-France) і виявляв великий інтерес до міжнародного есперанто-руху. У 1909 році Бастьєн став членом Мовного комітету (есп. Lingva Komitato) Академії есперанто і входив до його складу впродовж понад 50 років. Очолював в Lingva Komitato секцію технічних словників, а також був одним із головних редакторів Енциклопедії есперанто (1933).
У 1934 році на Всесвітньому есперанто-конгресі в Стокгольмі Бастьєн був обраний президентом Всесвітньої асоціації есперанто (UEA). Спільно з групою однодумців з правління UEA сприяв розколу есперанто-руху, заявивши 18 вересня 1936 року про створення нової організації есперанто — Міжнародної есперанто-ліги (IEL). Після розколу продовжували паралельно існувати «стара UEA» із керівництвом у Женеві (так звана «Женевська UEA»), і «Міжнародна есперанто-ліга» зі штаб-квартирою в Геронсгейті, неподалік від Лондона, причому більша частина національних асоціацій есперанто долучилася до останньої. Бастьєн займав пост президента Міжнародної есперанто-ліги до 1947 року, а після возз'єднання її з «Женевською UEA» в 1947 році став почесним президентом UEA.
Будучи у відставці, продовжував брати активну участь в роботі Академії есперанто, останнім його вагомим напрацюванням в 1955 році стало укладання багатомовного словника з військової термінології «Militista vortareto».
Помер у 1961 році в Парижі.

## Сім'я
У 1899 році Л. Бастьєн одружився з Маргаритою Пфальб (1879—1941), у них було три дочки і двоє синів.

## Нагороди
- Кавалер Ордена Почесного легіону (1912)
- Офіцер Ордена Почесного легіону (1918)
- Командор Ордена Почесного легіону (1931)
- Медаль Мадаскару
- Офіцер Ордена Корони (Бельгія)
- Кавалер Ордена Сербії.

## Публікації
- Nauxlingva Etimologia Leksikono, 1907, 2a plilargxigita eld. 1950.
- Bossuet, Funebra Parolado de Princo de Conde, 1911 (tradukis)
- Posxvortareto por francoj, 1932, 2a rev. kaj plilargxigita eld. 1937 4a 1955, 5a kaj lasta 1960
- Статті в Енциклопедії есперанто, 1934
- Militista vortareto Esperanta, franca, angla, germana, itala, 1955